# Tomb of Horrors
| Gruft des Grauens (1999) Grabmal des Schreckens (2017) Tomb of Horrors | Gruft des Grauens (1999) Grabmal des Schreckens (2017) Tomb of Horrors |
| Veröffentlichung                                                       | Veröffentlichung                                                       |
| ---------------------------------------------------------------------- | ---------------------------------------------------------------------- |
| Autor(en)                                                              | Gary Gygax                                                             |
| Originalverlag                                                         | TSR Games                                                              |
| Originalveröffentlichung                                               | 1978                                                                   |
| Originalsprache                                                        | Englisch                                                               |
| Original ISBN                                                          | ISBN 0-935696-12-1                                                     |
| Deutscher Verlag                                                       | Amigo (1999), Ulisses Spiele (2017)                                    |
| Deutsche Veröffentlichung                                              | 1999, 2017                                                             |
| Deutsche ISBN                                                          | ISBN 3-933171-27-X (1999), ISBN 978-1-945625-44-2 (2017)               |
| Welt und System                                                        |                                                                        |
| Originaledition                                                        | AD&D 1st Edition                                                       |
| Edition der Neuauflage                                                 | AD&D 2nd Edition (1999), 5. Edition (2017)                             |
| Spielwelt                                                              | Greyhawk (1999), Vergessene Reiche (2017)                              |
| Charakterlevel                                                         | 10-14 (1978, 1999), 16-20 (2017)                                       |
| Zusammenhängende Abenteuer                                             | White Plume Mountain                                                   |

Tomb of Horrors war das erste offiziell im Handel erhältliche Abenteuer für Dungeons & Dragons und wurde nach seiner Veröffentlichung umgangssprachlich auch als schwerstes Dungeons & Dragons Abenteuer aller Zeiten bekannt.

## Handlung
Bei Tomb of Horrors handelt es sich um ein One-Shot. Die SC bekommen als Abenteueraufhänger mitgeteilt, dass ein untoter Magier namens Acererak in einem nahe gelegenen Berg ein unterirdisches Labyrinth, eine Gruft, errichtet hat, in welcher viele wertvolle Schätze zu finden sind. Außerdem wird den SC mitgeteilt, dass Acererak die Gestalt eines Demilich angenommen hat.

## Geschichte
Die Originalausgabe des Abenteuers wurde 1975 von Gary Gygax für die Origins Messe geschrieben, auf welcher ein Dungeons & Dragons Turnier stattfand. Gygax entwickelte das Abenteuer mit der Absicht zu beweisen, dass auch fortgeschrittene Spieler durchaus noch herausgefordert und an ihre Grenzen gebracht werden können.
Für die Öffentlichkeit erhältlich wurde das Abenteuer 1978, nachdem Gygax es noch einmal inhaltlich überarbeitet und mit Illustrationen versehen hatte. 1981 veröffentlichte TSR Games eine zweite Auflage, welche im Gegensatz zur ersten in Farbe gedruckt wurde.
Eine deutsche Übersetzung des Originals erschien 1999 mit einer auf eintausend Exemplare limitierten und von Gygax signierten Auflage unter dem Titel Gruft des Grauens exklusiv für das Fantasy Spiel Fest in Rothenburg. Eine weitere Übersetzung erschien 2017 unter dem Titel Grabmal des Schreckens in einer für die 5. Edition Dungeons & Dragons angepassten Version im Buch Geschichten aus dem klaffenden Portal. Von Ulisses Spiele wurde das Abenteuer mit der Level-Empfehlung 16-20 veröffentlicht, was Grabmal des Schreckens damals zum offiziell schwersten Abenteuer machte.
Dadurch, dass das Abenteuer viel zu schwere Rätsel (z. B. das Zerreißen eines Gemäldes, um eine dahinter liegende Geheimtür zu öffnen), unzählige tödliche Fallen (z. B. ein Elefant, der jeden Spieler sofort tötet, der den Flur betritt, in dem er steht) und Red Herings (z. B. ein falscher Endboss, um vom eigentlichen Ziel abzulenken) enthielt, wurde es umgangssprachlich auch als das schwerste Abenteuer für Dungeons & Dragons aller Zeiten bekannt.

## Trivia
- Tomb of Horros diente als Vorlage für den Roman The Tomb of Horrors aus dem Jahr 2002.[8]